# Xã Wales, Michigan
Xã Wales (tiếng Anh: Wales Township) là một xã thuộc quận St. Clair, tiểu bang Michigan, Hoa Kỳ. Năm 2010, dân số của xã này là 3.248 người.